# Смарагдовий колір
Смара́гдовий ко́лір — яскравий відтінок зеленого. Синювато-зелений колір, напівпрозорий, з сильною насиченістю та яскравою склоподібною візуальною текстурою. Він заснований на структурі та кольорі сорту берилу, який називається смарагд, дорогоцінного каменя, який складається з берилію, силікату оксиду алюмінію та оксиду хрому.